# Cyril Nzama
Cyril Nzama (* 26. Juni 1974 in Soweto) ist ein ehemaliger südafrikanischer Fußballspieler. Er nahm mit der Nationalmannschaft seines Landes an der Fußball-Weltmeisterschaft 2002 teil.

## Karriere

### Verein
Nzama spielte im Seniorenbereich von 1995 bis 2000 bei den Bush Bucks aus Mthatha. Im Jahr 2000 wechselte er zu den Kaizer Chiefs. Mit den Chiefs gewann er 2001 den African Cup Winners’ Cup und war somit mit seinem Team für den CAF Super Cup 2002 qualifiziert. Im Spiel gegen den Sieger der CAF Champions League 2001, al Ahly SC aus Ägypten, erzielte Nzama den zwischenzeitlichen Ausgleich zum 1:1. Am Ende unterlagen die Kaizer Chiefs mit 1:4. In den Spielzeiten 2004 und 2005 wurde Nzama mit den Chiefs südafrikanischer Meister.
2008 wechselte er zum Aufsteiger in die Premier Soccer League, Bay United aus Port Elizabeth. Nach nur einer Saison stieg das Team wieder in die National First Division ab. Nzama verließ den Klub 2010 und schloss sich dem Zweitligisten Batau FC an. Nach dem Abstieg am Ende der Saison beendete Nzama seine aktive Laufbahn.

### Nationalmannschaft
Zwischen 2000 und 2007 bestritt Nzama insgesamt 44  Länderspiele für Südafrika, in denen er ohne Torerfolg blieb.
Bei der Weltmeisterschaft 2002 in Japan und Südkorea stand er im südafrikanischen Aufgebot. Nzama kam in allen drei Vorrundenspielen zum Einsatz. Südafrika schied nach der Gruppenphase mit einem Sieg, einem Unentschieden und einer Niederlage knapp aus dem Turnier aus.

## Erfolge
- Afrikapokal der Pokalsieger: 2001
- Südafrikanischer Meister: 2004, 2005
- MTN 8-Pokal: 2001, 2006, 2008